# Anton Neuwirth
Anton Neuwirth (ur. 22 stycznia 1921 w Bystričanach, zm. 21 września 2004 w Bratysławie) – słowacki lekarz i działacz chrześcijańsko-demokratyczny, dysydent, wieloletni poseł i dyplomata.
Studiował medycynę w Bratysławie, pracował w Wyższej Szkole Weterynaryjnej w Koszycach oraz Zakładzie Chemii Lekarskiej. W 1953 aresztowano go z powodów politycznych, po czym spędził 6 i pół roku w więzieniu. Po wyjściu na wolność pracował jako lekarz w Čadci, Martinie oraz Bojnicach.
Po demokratyzacji Czechosłowacji w 1989 związał się z Ruchem Chrześcijańsko-Demokratycznym. W latach 1992–1994 pełnił mandat posła do Słowackiej Rady Narodowej, a od 1994 do 1998 ambasadora Słowacji przy Stolicy Apostolskiej. W 1993 kandydował w wyborach prezydenckich na Słowacji. Piastował funkcję przewodniczącego Konfederacji Więźniów Politycznych Słowacji (słow. Konfederácia politických väzňov Slovenska). Był honorowym przewodniczącym Towarzystwa Ladislava Hanusa.
Jest ojcem Anny Záborskiej.

## Odznaczenia
- Krzyż Pribiny I Klasy – 2005, pośmiertnie[1]